# III. legija Cirenajka
III. legija Cirenajka (latinsko: Legio tertia Cyrenaica), rimska legija, ki jo je ustanovil verjetno Mark Antonij okoli leta 36. pr. n. št., ko je bil guverner Cirenajke. Zadnji zapisi o njenem obstoju so iz Sirije z začetka 5. stoletja. Simbol legije ni poznan.

## Zgodovina
III. legija je bila ena od najdlje živečih rimskih legij. Poreklo njenega imena ni poznano. Ime bi lahko pomenilo, da je izvirala iz Cirene v sedanji Libiji, ali pa da je v tej pokrajini izvedla kakšno pomembno vojaško operacijo. 
Prvotno je bila nastanjena v Aleksandriji v Egiptu, kjer si je delila "dvojno trdnjavo" z XXII. legijo Deiotariana. V mestu je ostala približno sto let, dokler je niso premestili v Bostro v Sirijo.
V nadaljevanju so našteti vojni pohodi in operacije, ki jih je opravila III. legija v večjem delu svojega obstoja:
- 35 (?) pr. n. št. – III. legijo v Cireni ustanovita Marka Antonij ali Lepid. V tistem obdobju so se še držali stare republikanske tradicije, da so legije številčili kronološko, se pravi po datumu njihove ustanovitve. III.  legija je bila morda tretja, ki jo je ustanovil Mark Antonij, in je bila pod njegovim neposrednim poveljstvom.
- 31 pr. n. št. - (bitka pr Akciju). Prej ali potem, ko je Oktavijan, kasnejši cesar Avgust porazil Marka Antonija in Kleopatro, so vojaki III. legije verjetno dezertirali od Marka Antonija in prisegli zvestobo Oktavijanu. Oktavijan zato legije ni razpustil.
- 26 - 25 pr. n. št. – operacije v Arabii Felix (Jemen), v katerih je poveljeval prefekt Egipta Elij Gal.
- 23 pr. n. št.  – akcija proti nubijskim  napadalcem. Deli III. legije so bili zelo verjetno nastanjeni v Tebah.
- 23 (?) pr. n. št./n. št. – rimska vojska v Egiptu se je zmanjšala na dve legiji: III. legijo Cirenajka in XXII. legijo  Deiotariana. Koliko in katere legije so umaknili iz Egipta, ni znano.
- 7 – 11 n. št.  -  v tem obdobju je bila v Nikopolu v Epiru ustanovljena dvojna trdnjava.
- 11 – deli III. legije pod poveljstvom Publija Juvencija Rufa so bili premeščeni v Berenike.
- 39/40 – oddelek (vexillatio) III. legije je bil poslan na severno obalo Galije, da bi pomagal cesarju Kaliguli v njegovi precej mlačni invaziji na Britanijo.  Oddelek se je očitno ukvarjal predvsem z logistiko in oskrbo invazijske vojske.
- 58 - 63 – deli legije pod poveljstvom Gneja Domicija Korbula sodelujejo v vojnih operacijah na meji s Partskim cesarstvom, ki je obsegalo Iran, dele Iraka, Malo Azijo in Armenijo.
- 66 - 70 – legija je sodelovala v prvi judovsko-rimski vojni, poznani kot velika judovska vstaja. Vstaja Judov se je začela v Aleksadriji in se nato razširila na Judejo. Deli III. in XXII. legije so se prebili do Jeruzalema in s pomočjo nekaj drugih legij, pomožnih enot in enot zaveznikov, skupaj okoli 60.000 mož, obkolili in oblegali mesto. Vojski je poveljeval prokonzul Afrike Vespazijan.
- 69 – leto štirih cesarjev. Po Neronovi smrti so politične frakcije, ki so jih vodili Galba, Oto in nato Vitelij,  poskušale dobiti oblast v Rimu. Nobena od frakcij ni imela upravičenih zahtev do prestola in zelo verjetno prav nobene podpore v vojski in rimskem senatu, vse pa so nadzor nad drugimi poskušale dobiti s silo.
  - 1. julij - Vespazijan je s podporo guvernerja Sirije Gaja Licina Mucijana in prefekta Egipta Tiberija Aleksandra pozval k uporu in se razglasil za cesarja. Cesarski položaj so mu najprej priznale legije v Aleksandiji, dva dni kasneje legije v Judeji in avgusta še legije v Siriji in Podonavju. Vespazijan je poslal Mucijana z 20.000 vojaki na pohod nad Rim, sam pa je medtem v Aleksandriji nadziral dobave žita  in s stradanjem prisilil Rim k vdaji.
  - 22. december – Vespazijan kar v Egiptu zapriseže kot cesar.
- 70 – oddelek III. legije skupaj z X. legijo Fretensis pod poveljstvom Vespazijanovega sina Tita zaključi obleganje Jeruzalema.
- 84 – 88 – oddelek III. legije je bil verjetno poslan na Donavo, kjer je skupaj s  VII. legijo Klavdija, IV. legijo Flavija in I. ali II. legijo Adiutriks popravljal most. Spominski napis na mostu omenja "legijo iz Egipta". Ker so III. legijo pošiljali v tujino bolj pogosto kot XXII., se napis verjetno nanaša prav nanjo.
- 90 – vojaki III. legije gradijo most v Koptosu, verjetno zato, da bi izboljšali cestne povezave do pristanišč Berenike in Quseir.
- 107 – 109 – že omenjen datum, ko je III. legija zapustila Egipt.
- 116 – deli III. (ali XXII.) legije so poslani v Judejo, da bi zatrli nov upor, ki je  poznan tudi kot Kvietova vojna (115 – 117).
- 120 ali 127 – III. legija odide iz Egipta v Bostro v južni Siriji, kjer gradi mestna vrata, mostove in ogromen amfiteater, ki je ohranjen in je sedaj velika turistična zanimivost. V Egiptu jo je zamenjala II. legija Trajana Fortis.
- 132 – 136 – v Judeji izbruhne velika Bar Kohbova vstaja. Domneva se, da so tja poslali dele III. in XXII. legije. XXII. legija naj bi bila med vstajo uničena, kar se je morda zgodilo že prej v Kvietovi vojni.
- 193 – legija je podprla Lucija Pescenija Nigra v propadlem poskusu, da bi se med državljansko vojno  povzpel  na rimski prestol.
- 162 – 166 – deli legije pod poveljstvom Lucija Vera so ponovno v Partskem kraljestvu.
- 262 – 267 – deli III. legije so morda  vključeni v spopade kraljice Zenobije v Palmiri v Siriji.
- 420. in 430. leta – III. legije je vpisana v Notitia Dignitatum, popis rimskih vojaških enot in njihovih sedežev, kot Praefectus legionis tertiae Cyrenaicae, Bostra (prefekt tretje cirenajške legije, Bostra).
- 630 (?) – legija je bila verjetno uničena med napadi muslimanov na Bostro.